# フランシスコ・ゲレーロ
フランシスコ・ゲレーロ（Francisco Guerrero, 1528年10月4日？ – 1599年11月8日）はルネサンス時代に活躍した、スペインの作曲家。セビリャに生まれ、没した。

## 生涯
ゲレーロは、兄のペドロとともに音楽教育を受けた。彼は早熟の天才だったに違いなく、17歳ですでにハエン（Jaén）の聖堂の楽長（maestro de capilla）に任命されている。数年後、かれはセビリャで職を得た。彼は歌手としても作曲家としても高い人気を誇り、30歳を迎える前にすでに大きな名声を勝ち得ていた。この時期にすでに国外でいくつか作品集を出版していることも、彼の名声の高さを物語っている。
数十年間、スペインとポルトガルの各地で活躍し、時には神聖ローマ帝国皇帝マクシミリアン2世に仕えた後、1581年から82年の一年間、ゲレーロはイタリアを訪れ、2冊の作品集を出版した。その後再びスペインで数年を過ごした後、彼は聖地パレスチナを訪れることを決意し、ついに1589年にその念願を果たした。この旅で彼はダマスカス、ベツレヘムそしてエルサレムを訪れている。また帰途の船上では二度にわたり海賊の襲撃を受け、生命の危機にさらされ、財産を盗られた上に、身代金目的で拘束された。その後スペインに帰還を果たしたところをみると、身代金は払われたのであろう。しかし、一文無しとなってしまった彼は、負債者監獄に一時期収監されるといった憂き目をみることとなってしまった。最後にはようやく、セビリャの大聖堂でのかつての雇い主が彼を救出し、ゲレーロはそこで再び働くこととなった。彼の聖地への冒険の顛末は1590年に出版され、人気を博した（セルバンテスが読んでいたことも十分あり得る）。1590年代末に、ゲレーロは再び聖地への旅行を計画したが、その夢を果たすことなく、1599年にペストによりセビリャで没した。
スペインのルネサンス期の作曲家の中でも、ゲレーロは特にスペインで主に暮らし、活動した人物である。他の作曲家の多く（たとえばモラーレスやビクトリア）は、その活動の多くをイタリアで行っている（ただし、同時代のフランドル楽派の作曲家と異なり、スペインの作曲家の多くは晩年故国に帰っている）。

## 作品
ゲレーロは、同時代のビクトリアやモラーレスとは異なり、宗教音楽、世俗音楽の双方にわたり、多くの世俗歌曲や器楽作品、ミサ曲、モテット、受難曲を作曲している。また音楽に多様な表情を与えることに長け、恍惚から絶望、あこがれ、よろこび、宗教的静寂などをすばらしく表現している。彼の作品は死後数百年にわたり人気を保ち、特にラテンアメリカの教会でよく演奏されていた。様式からみると、彼は同時代のスペインで流行していたホモフォニーを好み、印象に残る、歌いやすい旋律を作曲している。彼の様式で特筆すべき点は、機能和声的な作曲法を先取りしている点である。彼の先進性は、ペルーのリマで発見され、18世紀の作品であると考えられていた作曲者不詳のマニフィカトが、後に彼の作品であることが判明したということからも示されているだろう。